# Полярный (поезд)
«Полярный» — фирменный поезд на маршруте Мурманск — Ленинград (№ 49) и Ленинград — Мурманск (№ 50). Запущен летом 1966 года. В начале эксплуатации отличался высоким уровнем сервиса, комфорта и особого фирменного стиля. В том числе для состава по отдельному заказу были сделаны цельнометаллические вагоны фирменной тёмно-малиновой раскраски с названием на бортах. К началу 1980-х уровень комфорта и сервиса неуклонно снижались, вагоны приходили в ветхость. Зимой 1985—1986 все вагоны были заменены стандартными, фирменный статус с состава был снят. Сам маршрут № 49 / 50 просуществовал до 1995 года.